# سراة خولان
سراة خولان هي جزء من جبال السروات الممتدة من اليمن إلى المملكة العربية السعودية. سميت بهذا الاسم نسبةً لقبيلة خولان، وتحدها من الجنوب سراة عذر وهنوم ومن الشمال سراة جنب.